# Marinus I.
Marinus I. (mitunter irrtümlicherweise auch Martin II. genannt; * in Gallese; † 15. Mai 884 in Rom) war von 882 bis zu seinem Tode Papst.

## Leben

### Herkunft und kirchliche Laufbahn
Marinus war der Sohn eines Priesters namens Palumbo aus Umbrien. Vor seiner Wahl zum Papst bekleidete er das Amt eines Bischofs von Cerveteri.

### Pontifikat
Er war der erste Pontifex, der zuvor Bischof einer anderen Stadt als Rom gewesen war. Der Wechsel von einem Bischofssitz auf einen anderen, die so genannte Translation, war nach damals geltendem kanonischen Recht nur in seltenen Ausnahmefällen erlaubt. So hatten vor Marinus in der Regel nur Diakone des Bistums Rom den Papstthron bestiegen.
In seinem kurzen Pontifikat beendete Marinus die versöhnliche Politik seines Vorgängers Johannes VIII. gegenüber Photios I., dem Patriarchen von Konstantinopel, und wiederholte noch im Jahr 882 dessen Exkommunikation. Marinus I. ernannte fünf Kardinäle, darunter die späteren Päpste Hadrian III. und Stephan V. Außerdem setzte er den von Johannes VIII. abgesetzten Bischof von Porto, den späteren Papst Formosus, wieder in sein Amt ein.